# Rinchen Barsbold
Rinchengiin (Rinchen) Barsbold (em mongol:  Ринченгийн Барсболд Rinchyengiin Barsbold, nascido em 21 de dezembro de 1935, Ulaanbaatar) é um paleontólogo mongol, doutor em Ciências Biológicas, filho do Acadêmico Byambyn Rinchen. Acadêmico, diretor do Instituto Paleontológico da Academia de Ciências da Mongólia, professor, autor da hipótese sobre a origem das aves nos dinossauros terópodes.

## Biografia
Barsbold fez sua formação superior na União Soviética. Em 1959, formou-se na Universidade Estatal Russa de Prospecção Geológica. Em 1969 defendeu a sua tese para o grau de bacharel em ciências geológicas e mineralógicas sobre o tema “Estratigrafia e moluscos de água doce do Cretáceo Superior da parte de Gobi da República Popular da Mongólia”. Em 1979 defendeu a sua dissertação para o grau de Doutor em Ciências Biológicas sobre o tema “Dinossauros predadores do Cretáceo da Mongólia”.. Ele foi o chefe da parte mongol da expedição paleontológica conjunta mongol-soviética das Academias de Ciências da República Popular da Mongólia e da URSS, que desde 1969 realizou na República Popular da Mongólia a mais extensa e complexa pesquisa paleontológica da história da Ásia Central, em particular, a fauna de dinossauros da região.
Em 2010 foi premiado com a Medalha Romer-Simpson da Sociedade de Paleontologia de Vertebrados. Em 2011, foi eleito membro estrangeiro da Academia Russa de Ciências. Em 2012, foi condecorado com a Ordem de Honra Russa “pela sua grande contribuição para o desenvolvimento e fortalecimento da cooperação económica, cultural e humanitária com a Federação Russa”..

### Pesquisa
Barsbold teve uma influência significativa na paleontologia dos dinossauros no Bloco Oriental durante a Guerra Fria. O seu trabalho científico fez dele uma das principais autoridades em terópodes do deserto de Gobi, começando com a sua tese de doutoramento sobre estes dinossauros. Já em 1983, ele notou que em diferentes linhagens de terópodes, muitas características anteriormente conhecidas apenas em aves evoluíram em várias combinações. Ele postulou que, como resultado dessa "ornitização", uma ou várias linhagens de terópodes que adquiriram a combinação adequada de tais características evoluíram para pássaros modernos.